# Lakitan Selatan
Lakitan Selatan is een bestuurslaag in het regentschap Zuid-Pesisir van de provincie West-Sumatra, Indonesië. Lakitan Selatan telt 5238 inwoners (volkstelling 2010).